# San Juan de Pampas
San Juan de Pampas es un centro poblado del distrito de Chavín de Pariarca, provincia de Huamalíes. Limita por el norte con el departamento de Áncash, por el sur con el centro poblado de Chavín de Pariarca, por el este con el distrito de Tantamayo y por el oeste con el Río Marañón.
En el marco  jerárquico de la Iglesia católica depende de la Diócesis de Huánuco, sufragánea de la Arquidiócesis de Huancayo.

## Turismo
El sistema turístico de San Juan de Pampas, está basado en la exploración de edificaciones pre- incas y el paisajismo.